# Madrigal

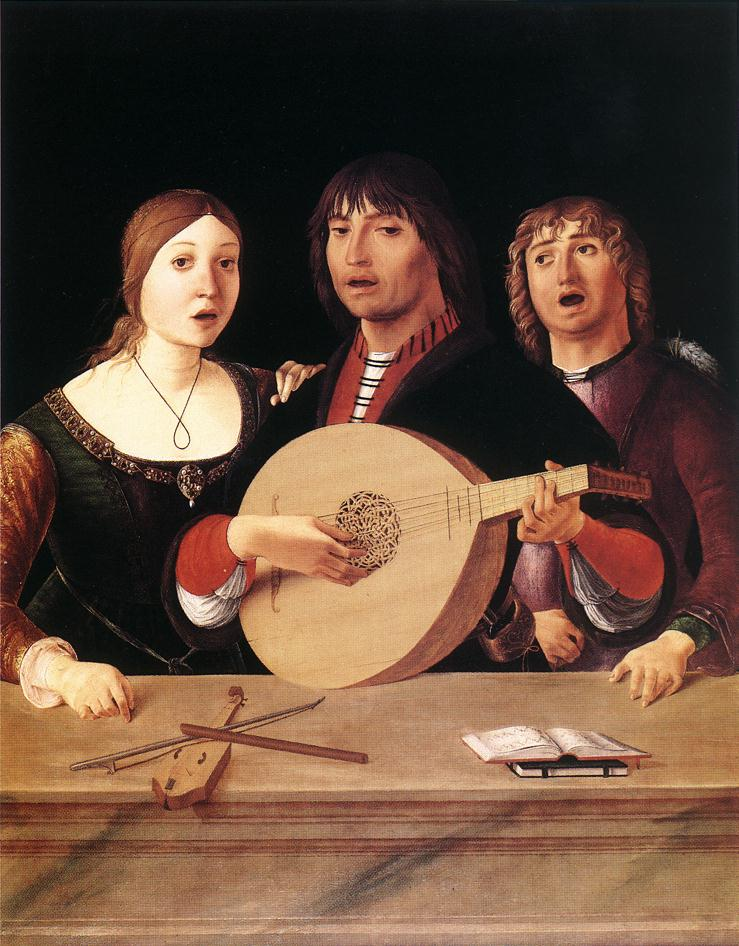
Madrigalerna framfördes med två eller tre stämmor, ibland till instrumentalackompanjemang, men sjungs numera ofta med hel köruppsättning.

Madrigal, herdesång (från italienskans mandra, boskapshjord), är en vokal profan polyfon musikform med italienskt ursprung. Den har rötter i flera medeltida visformer i norra medelhavsområdet, bland andra, dock indirekt, Trecento-madrigalen i trettonhundratalets Florens, men framför allt frottolan. Ursprungligen var lyriken bunden till en viss versfot men blev snart friare till sin utformning.
Madrigaler kännetecknas av en lyrisk text på folkspråket, ofta om kärlek, av flerstämmig sats och ofta kontrapunktisk kompositionsteknik, dock betydligt friare än samtida kyrkliga musikformer som motetten. De har under olika tidsepoker och i olika länder varierat, dels med modet men dels också med resurserna, från en enkel stämma med lutackompanjemang, till åttastämmig körsång. 
Under renässansen blev den mycket populär över hela Europa. I Frankrike var musikformen vanlig under hela 1500- och 1600-talen, och fick där formen av snarast galanta små visor. Också i Tyskland och England, där italienska kulturinflytanden på den tiden var starka skrevs det mycket madrigaler. Såsom varande tidens populärmusik, tog den intryck från olika håll, (och smittade även av sig i sin tur) av ballader, canzoner, chansoner, frottoler, osv. I Sverige kan man säga att skillingtrycken var en fortsättning på madrigalerna, och därmed också dagens visskatt. Madrigalerna kom under 1800-talet att alltmer trängas undan av mer solistiska sånger och orkestermusik, men hade sina trogna anhängare fram till vår tid, då de åter har ökat i popularitet.
Välkända kompositörer av madrigaler var Claudio Monteverdi, som skrev nio böcker med flerstämmiga madrigaler, och Orlando di Lasso som också komponerade ett flertal, men även mässor och motetter. Även Giovanni Pierluigi da Palestrina, som var mest känd för sina sakrala verk, skrev över hundratalet madrigaler.